# ماحی
ماحی فیلمی به کارگردانی و نویسندگی داوود خیام و تهیه‌کنندگی جواد نوروزبیگی محصول سال ۱۳۹۴ است.

## خلاصه داستان
داستان این فیلم که بر اساس اتفاقات واقعی است، بین سال‌های ۹۱ تا ۹۲ می‌گذرد که روایتگر شرایط زن فیلم به نام «ماحی» است. شرایطی که بازگوکننده معنای کلمه ماحی است که از آن به معنای محوکننده یا نابودکننده یاد می‌شود.

## بازیگران
- آنا نعمتی
- مهران احمدی
- همایون ارشادی
- احسان امانی
- سپیده اعلایی
- هدی نوری‌زاده
- مریم داوودی

## تحلیل
ماحی، یکی از حساس‌ترین اتفاق‌های اقتصادی ایران را که مربوط به پولشویی و فساد مالی را از زبان زنی به نام ماحی مهرنیا روایت می‌کند. قصه‌ای که برگرفته از داستان‌های واقعی اجتماعی-اقتصادی ایران است. این فیلم برای جسارت قصه گویی خود مورد تمجید منتقدان قرار گرفت.

## اکران
این فیلم در تاریخ ۲۳ بهمن ۱۳۹۵ در سینماهای ایران اکران شد. همچنین مراسم اکران خصوصی ماحی با حضور اهالی رسانه و هنرمندان، ۲۷ بهمن ماه در خانه همایش برگزار شد.